# あべみかこのAAですけど何か?
『あべみかこのAAですけど何か?』（あべみかこのダブルエーですけどなにか?）は、ノーマンスリーが制作し、エンタちゃん放送局で配信されるバラエティ番組である。かつてはエンタ!959で放送されていた。タイトルロゴ、公式番組名は『あべみかこのAAですけど何か?』であるが、タイトルコールなどでは『あべみかこのAAですが何か?』と呼称される。

## 番組概要
あべみかこ初の冠番組。「あべみかこが女子力を高めるため」あべみかこ女子力向上委員会の指示を受け邁進するトークバラエティ番組。あべは「今までのYouTubeの活動を広げた感じ」と述べている。
2018年10月3日放送の第1回ではウィキペディアの項目を元にした自己紹介および真偽の確認。そしてYouTube・あべみかこチャンネルで失敗したハンバーグ作りの再挑戦が行われた。また第1回では撮影のため金髪である。
第1回よりレギュラーコーナーとして「吉木りさに怒られたい!」のパロディコーナー、「あべみかこに怒られたい!」を放送。
YouTube・エンタちゃんチャンネルにて、不定期で生配信トーク番組も行っている。
番組名はあべの胸のカップ数（AA）に由来しているが、2020年9月、番組収録でカップサイズを測ったところ、Cカップであったことを謝罪した。
2021年12月よりU-NEXTで再編集したものを配信開始。
2024年1月3日放送分をもってテレビ番組としては最終回となった。同年2月からは番組は制作会社・ノーマンスリーが立ち上げたDMMオンラインサロン「エンタちゃん放送局」のコンテンツとして制作、配信される。

## 出演者
MC
- あべみかこ

番組でのキャッチフレーズは「ちっぱい東の横綱」（略してちっぱい横綱）

## 主なコーナー
あべみかこに怒られたい!
「吉木りさに怒られたい!」のパロディコーナーとして開始。様々なシチュエーションでカメラ目線で怒りをぶつける。マリオに扮してプレイヤーに怒るなど本家と比べると設定がシュールかつ、怒りの理由も理不尽なものであることが多い。
抜き打ち!カバンの中身チェック
「女子力はカバンでわかる」としてゲスト女優のカバンの中身を広げてもらう。あべが参考にしたいということからスタート。ゲスト女優のマネージャーには事前に許可を得ている。あべによるとハンカチ、ティッシュ、綿棒が女子力3種の神器とのこと。

## 放送リスト
| 放送回 | 初回放送日     | おもな企画                                                        | ゲスト                                           | 付記                            |
| ------ | -------------- | ----------------------------------------------------------------- | ------------------------------------------------ | ------------------------------- |
| #1     | 2018年 10月3日 | 自己紹介                                                          |                                                  | Vol.1収録                       |
| #2     | 11月2日        | メイド喫茶                                                        |                                                  | Vol.1収録                       |
| #3     | 12月5日        | サルサダンス                                                      |                                                  | Vol.1収録                       |
| #4     | 2019年 1月3日  | あべみかこ改造計画・栄川流女子力養成講座                          | 栄川乃亜                                         | Vol.1収録                       |
| #5     | 2月3日         | 美しいモデルウォーキングでランウェイを歩こう                      | 栄川乃亜                                         | Vol.1収録                       |
| #6     | 3月2日         | バレンタインクッキー作り                                          |                                                  | Vol.2収録                       |
| #7     | 5月4日         | テーブル茶道体験                                                  |                                                  | Vol.2収録                       |
| #8     | 8月3日         | キックボクササイズでダイエット                                    | 紺野ひかる                                       | Vol.2収録                       |
| #9     | 9月1日         | 猫カフェ体験                                                      | 紺野ひかる                                       | Vol.2収録                       |
| #10    | 10月1日        | 下北系お洒落ガールに変身                                          | 高杉麻里                                         | Vol.2収録                       |
| #11    | 11月2日        | バーレスクダンスを極める                                          | 高杉麻里                                         | Vol.2収録                       |
| #12    | 12月1日        | 公開収録生放送                                                    |                                                  | Vol.3収録                       |
| #13    | 2020年 1月4日  | 可愛く元気にチアダンス体験                                        | 八尋麻衣                                         | Vol.3収録                       |
| #14    | 2月2日         | 体操着でボルダリング                                              | 八尋麻衣                                         | Vol.3収録                       |
| #15    | 3月1日         | アウルの森へ行く                                                  | 野々原なずな                                     | Vol.3収録                       |
| #16    | 4月4日         | 雷門で花魁体験                                                    | 野々原なずな                                     | Vol.3収録                       |
| #17    | 5月2日         | 第1回ラポルノイベント/あべみかこに怒られたい!                     | 野々原なずな 栄川乃亜 AIKA 大槻ひびき カジ       | Vol.4収録                       |
| #18    | 6月1日         | 最新BD発売記念公開収録                                            |                                                  |                                 |
| #19    | 7月5日         | ポールダンスを習う                                                | 本庄鈴                                           | Vol.4収録                       |
| #20    | 8月2日         | 魅惑のタレ目メイクで女子力UP                                      | 本庄鈴                                           | Vol.4収録                       |
| #21    | 9月1日         | 綺麗にバストメイクで女子力UP                                      | あおいれな                                       | Vol.4収録                       |
| #22    | 10月3日        | あべみかこ1日アイドル宣言                                         | あおいれな                                       | Vol.5収録                       |
| #23    | 11月2日        | BD発売記念生放送                                                  |                                                  |                                 |
| #24    | 12月2日        | 巨乳好きに説教                                                    | あおいれな                                       | Vol.5収録                       |
| #25    | 2021年 1月2日  | やっぱり動物カフェに行こう                                        | 里仲ゆい                                         | Vol.5収録                       |
| #26    | 2月3日         | バレンタインだからマカロンを作ろう                                | 里仲ゆい                                         | Vol.5収録                       |
| #27    | 3月3日         | 新作BD発売記念放送                                                |                                                  |                                 |
| #28    | 4月3日         | フラフープエクササイズ編                                          | 天音まひな                                       | 3月21日先行配信。Vol.6収録      |
| #29    | 5月5日         | 地雷メイクに挑戦編                                                | 天音まひな                                       | 4月27日先行配信。Vol.6収録      |
| #30    | 6月2日         | フットサル編                                                      | 藤田こずえ                                       | Vol.6収録                       |
| #31    | 7月3日         | 藤田こずえに女子力をレクチャー？！                                | 藤田こずえ                                       | Vol.6収録                       |
| #32    | 8月4日         | 未放送コーナースペシャル                                          | 天音まひな 藤田こずえ                            | Vol.6収録                       |
| #33    | 9月1日         | ボイストレーニング編                                              | 百瀬あすか                                       | 8月11日先行配信。Vol.7収録      |
| #34    | 10月2日        |                                                                   |                                                  |                                 |
| #35    | 11月2日        | BD発売記念生放送                                                  |                                                  |                                 |
| #36    | 12月1日        | 元美容師に学ぶ女子力発揮のヘアアレンジ                            | 希島あいり                                       | Vol.7収録                       |
| #37    | 2022年 1月2日  | パン作りに挑戦                                                    | 希島あいり                                       | Vol.7収録                       |
| #38    | 2月2日         | クリスマス放送スペシャル                                          |                                                  | 2021年12月11日収録              |
| #39    | 3月2日         | 犬カフェ編                                                        | 小倉七海                                         | 2022年2月18日先行配信Vol.7収録  |
| #40    | 4月3日         | 書道体験編                                                        | 小倉七海                                         | Vol.7収録                       |
| #41    | 5月4日         | 本格料理で女子力を上げる                                          | 音市美音                                         | 2022年4月19日公開収録Vol.8収録  |
| #42    | 6月1日         | グラタン＆新じゃがコロッケを作ろう                                | 音市美音                                         | Vol.8収録                       |
| #43    | 7月3日         | AV女優・あべみかこ引退イベント                                    | 波多野結衣、大槻ひびき、AIKA、栄川乃亜、花狩まい | 2022年6月20日公開収録 Vol.8収録 |
| #44    | 8月3日         | 祝!あべみかこデビュー10周年!エンタで振り返るあべみかこスペシャル! |                                                  |                                 |
| #45    | 9月2日         | 草津温泉観光＆8月28日公開収録納涼カフェ                           | 向井藍                                           | Vol.8収録                       |
| #46    | 10月5日        | 草津温泉慰安旅行その2                                             | 向井藍                                           | Vol.8収録                       |
| #47    | 11月2日        | 草津で動物触れ合い体験やひょうたんランプ作り                      | 向井藍                                           | Vol.8収録                       |
| #48    | 12月2日        | 新作BD発売記念生放送                                              |                                                  |                                 |
| #49    | 2023年1月1日   | 伊豆高原・大室山で秋の山ガール編/クリスマスSP                     | 栄川乃亜                                         | Vol.9収録                       |
| #50    | 2月1日         | 伊豆シャボテン動物公園で動物と触れ合いたい                        | 栄川乃亜                                         | Vol.9収録                       |
| #51    | 3月1日         | 公開生放送コーナー未公開編など                                    | 栄川乃亜                                         |                                 |
| #52    | 4月2日         | あべみかこバースデイ記念生放送                                    |                                                  | Vol.9収録                       |
| #53    | 5月3日         | あべみかこの撮影後記、雑談ラジオ                                  | 花狩まい                                         | Vol.9収録                       |
| #54    | 6月2日         | 韓国メイクで女子力アップ                                          | 花狩まい                                         | Vol.9収録                       |
| #55    | 7月2日         | あべみかこの雑談ラジオ                                            | 花狩まい                                         |                                 |
| #56    | 8月2日         | 最新BD発売記念生放送                                              |                                                  |                                 |
| #57    | 9月1日         | パーソナルトレーニング編                                          | しおかわ雲丹                                     | Vol.10収録                      |
| #58    | 10月4日        | 女子力アップを心がけるトーク                                      | しおかわ雲丹                                     | Vol.10収録                      |
| #59    | 11月1日        | しおかわ雲丹と雑談ラジオ。                                        | しおかわ雲丹                                     | Vol.10収録                      |
| #60    | 12月2日        | 韓国制服を着て新大久保を街ブラ、韓国スイーツを紹介                | 日向ひかげ                                       | Vol.10収録                      |
| #61    | 2024年 1月3日  | 日向ひかげと女子力アップトーク                                    | 日向ひかげ                                       | スカパー!版最終回 Vol.10収録    |

## 配信リスト
| 配信回 | 初回配信日  | おもな企画                                                         | ゲスト     | 付記       |
| ------ | ----------- | ------------------------------------------------------------------ | ---------- | ---------- |
| #62    |             | 3月9日公開生放送                                                   |            |            |
| #63    | 3月15日配信 | あべみかこ×ちゃんよたによる番組収録後記『雑談』                    | ちゃんよた | Vol.11収録 |
| #64    | 4月19日配信 | 目指せ！筋トレ女子！                                               | ちゃんよた | Vol.11収録 |
| #65    | 5月10日     | ギャルメイク体験                                                   |            | Vol.11収録 |
| #66    | 6月21日     | お市先生の出張料理教室・料理編                                     | 音市美音   | Vol.11収録 |
| #67    |             |                                                                    | 音市美音   | Vol.11収録 |
| #68    | 8月16日     | BAR2525出張料理教室雑談編                                          | 音市美音   | Vol.11収録 |
| #69    | 9月         | 栃木ロケ前編、岩下の新生姜ミュージアム                             |            | Vol.12収録 |
| #70    | 10月18日    | 栃木ロケ後編、餃子の街・宇都宮市へ移動し、一押しの餃子を食べまくる |            | Vol.12収録 |
| #71    | 12月20日    | 熱海で魚釣り                                                       | 海野いくら | Vol.12収録 |
| #72    | 2025年1月   | 熱海編第2弾                                                        | 海野いくら | Vol.12収録 |
| #73    | 2月21日     | 熱海スイーツ食べ歩き 熱海駅前の商店街を散策！                      | 海野いくら | Vol.12収録 |
| #74    | 3月14日     | 有田絵付けで記念品を作ろう                                         | 海野いくら | Vol.12収録 |
| #75    | 4月         |                                                                    |            |            |
| #76    | 5月16日     | 酒蔵見学・好みの日本酒を探せ、五十嵐酒造で酒蔵見学＆試飲体験       | 向井藍     |            |
|        |             | 2025年5月25日、新作BD発売記念公開放送。                            |            |            |
|        |             | 2025年7月23日、野菜収穫体験編。                                    |            |            |
|        |             | 2025年8月11日、あべみかこのAAですけど何か？縁日カフェ。            |            |            |

## スタッフ
- 制作著作：つくばテレビ→ノーマンスリー[23]

## 関連商品
ブルーレイディスク
- 「あべみかこのAAですけど何か？Vol.1」（2019年4月6日、つくばテレビ）‐あべの阿部乃ちゃんねる出演回も収録。
- 「あべみかこのAAですけど何か？Vol.2」（2019年11月、ノーマンスリー）‐あべの阿部乃ちゃんねる出演回を特典収録。
- 「あべみかこのAAですけど何か？Vol.3」（2019年2月1日、ノーマンスリー）[55]‐あべの阿部乃ちゃんねる出演回を特典収録。
- 「あべみかこのAAですけど何か？Vol.4」（2020年9月26日、ノーマンスリー）[56]‐あべの阿部乃ちゃんねる出演回を特典収録。
- 「あべみかこのAAですけど何か？Vol.5」（2021年5月19日、ノーマンスリー）‐あべの阿部乃ちゃんねる出演回を特典収録。